# Le Mariage de M. Anselme des Tilleuls

Le Mariage de M. Anselme des Tilleuls est une nouvelle de Jules Verne, écrite vers 1855 et parue de façon posthume en 1982.

## Résumé
Naso Paraclet, un latiniste de tout premier ordre, est le précepteur d'Anselme des Tilleuls, un descendant imbécile et dégénéré d'une famille anoblie, âgé de 27 ans et toujours puceau. Paraclet va tenter de trouver une épouse à son élève et, après moult mésaventures, finira par dénicher une vieille fille de 45 ans et grosse à frémir. L'histoire se déroule en 1842.

## Personnages
- Marquis Anselme des Tilleuls, 27 ans.
- Naso Paraclet, « homme versé dans l'étude de la langue latine », précepteur d'Anselme.
- Madame de Mirabelle, « femme âgée, mais veuve », et ses cinq filles.
- Général de Vieille Pierre.
- Amaltulde de Vieille Pierre, fille du précédent, une « luronne taillée en pleine chair ».
- Monsieur de Pertinax, président du tribunal.
- Maro Lafourchette, greffier du tribunal.
- Eglantine Lafourchette, fille du précédent, 45 ans, « grosse, courte, replète, ramassée, ronde, sphérique ».
- Boussigneau, cousin de Lafourchette, adjoint au maire.
- Protêt, huissier assermenté, parrain d'Églantine.
- Les Grognons, « parents éloignés des Lafourchette et de toute civilisation ».

## Éditions
- Édition originale. Éditions de L'Olifant. Porrentruy. 1991. Préface de Michel Tournier.
- San Carlos et autres récits inédits. Le Cherche-Midi éditeur. Paris. 1993.
- Le Mariage de M. Anselme des Tilleuls suivi de Dix heures en chasse. Éditions de Saint-Mont. 2005.